# Kutganhalli, Koppal
Kutganhalli là một làng thuộc tehsil Koppal, huyện Koppal, bang Karnataka, Ấn Độ.